# Torno (física)
Este artículo se refiere al torno como máquina simple. Para otros tipos de tornos y para otras acepciones de esta palabra, véase Torno (desambiguación)

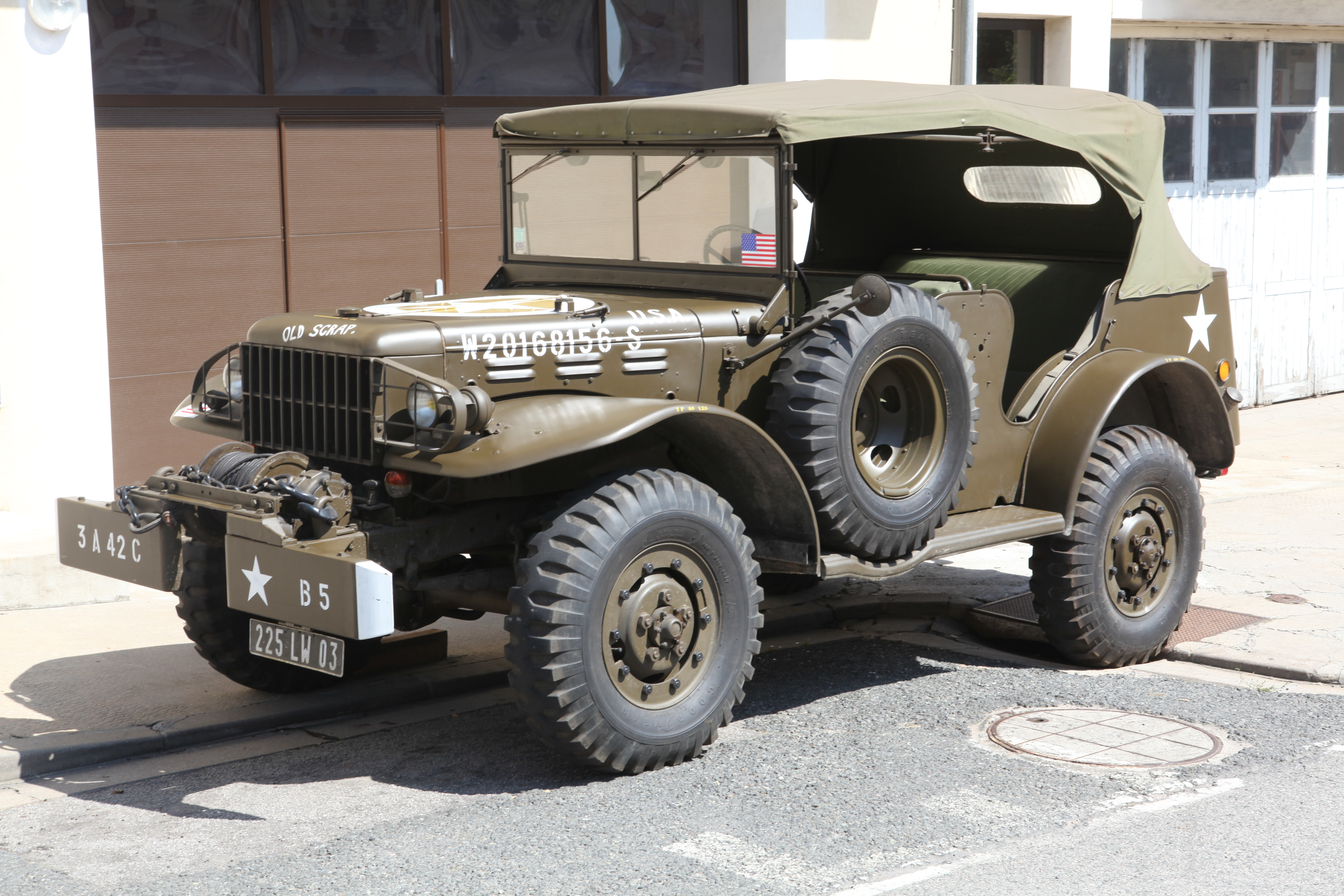
Molinete en un vehículo militar

El torno es un tipo de máquina simple habitualmente utilizada para mover verticalmente grandes pesos, fue creada aproximadamente en el 3000 A.C 
.Su configuración más sencilla tradicionalmente consta de un cilindro (generalmente de madera) al que se fija una cuerda, atravesado longitudinalmente por un eje de acero sujeto en sus extremos mediante dos argollas que permiten su giro en posición horizontal. Al hacer rotar el cilindro sobre el eje mediante una manivela, se enrolla la cuerda a la que se ha atado el peso, haciéndolo subir.
El torno y el cabrestante son la misma máquina desde el punto de vista físico. En origen, el término genérico para designar a esta clase de máquinas es torno, siendo el cabrestante un tipo de torno especial, con su eje dispuesto verticalmente. Sin embargo, en la actualidad el término torno suele reservarse exclusivamente para los clásicos dispositivos con el cilindro dispuesto horizontalmente utilizados para elevar verticalmente cargas pesadas (por lo general, manualmente); mientras que el término cabrestante suele aplicarse a cualquier dispositivo motorizado capaz de recoger un cable, que se utiliza para arrastrar cargas tanto en vertical como en horizontal o sobre un plano inclinado.

## Reseña histórica
A la cultura Halaf de 6500-5100 a. C. se le atribuye la representación más antigua de un vehículo con ruedas, pero esto es dudoso ya que no hay evidencia de que los halafianos usaran vehículos con ruedas o incluso tornos de cerámica.
Una de las primeras aplicaciones del torno que apareció fue el torno de alfarero, utilizado por las culturas prehistóricas para fabricar vasijas de barro. El tipo más antiguo, conocido como "tournettes" o "ruedas lentas", se conocía en el Oriente Medio en el quinto milenio a. C. Uno de los primeros ejemplos fue descubierto en Tepe Pardis, Irán, y data del 5200 al 4700 a. C. Estaban hechos de piedra o arcilla y asegurados al suelo con una estaca en el centro, pero requerían un esfuerzo importante para girarlos. Los verdaderos tornos de alfarero, que giran libremente y tienen un mecanismo de rueda y eje, se desarrollaron en Mesopotamia (Irak) entre el 4200 y el 4000 a. C. El ejemplo más antiguo que se conserva, que se encontró en Ur (el actual Irak), data aproximadamente del 3100 a. C.
Los primeros vehículos con ruedas aparecieron a finales del cuarto milenio a. C. Representaciones de carros con ruedas encontrados en pictografías de tabletas de arcilla en el Distrito de Eanna de Uruk, en la civilización de Sumeria de Mesopotamia, datan del 3700 al 3500 a. C. En la segunda mitad del cuarto milenio a. C., aparecieron pruebas de vehículos con ruedas casi simultáneamente en el Cáucaso septentrional (cultura Maikop) y Europa del Este (cultura Cucuteni-Tripiliana). Las representaciones de un vehículo con ruedas aparecieron entre 3500 y 3350 a. C. en la Olla de barro de Bronocice excavada en un asentamiento de la cultura Funnelbeaker en el sur de Polonia. En la cercana Olszanica se construyó una puerta de 2,2 m de ancho para la entrada de vagones; Este granero tenía 40 m de largo y 3 puertas. La prueba sobreviviente de una combinación de rueda y eje, de Stare Gmajne cerca de Liubliana en Eslovenia (rueda de las marismas de Liubliana), está fechada dentro de dos desviaciones estándar de 3340-3030 a. C., el eje de 3360-3045 a. C. Se conocen dos tipos de ruedas y ejes europeos del Neolítico temprano; un tipo de construcción de vagones en viviendas palafitas prehistóricas alrededor de los Alpes (la rueda y el eje giran juntos, como la rueda de las marismas de Liubliana), y el de la cultura Baden en Hungría (el eje no gira). Ambos datan aproximadament entre 3200-3000 a. C. Los historiadores creen que hubo una difusión del vehículo de ruedas desde el Oriente Próximo a Europa alrededor de mediados del cuarto milenio a. C.
Un ejemplo temprano de una rueda de madera y su eje se encontró en 2002 en las marismas de Liubliana, a unos 20 kilómetros al sur de Liubliana, la capital de Eslovenia. Según la datación por radiocarbono, tiene entre 5100 y 5350 años. La rueda estaba hecha de fresno y de roble y tenía un radio de 70 cm y el eje tenía 120 cm de largo y estaba hecho de roble.
En China, la prueba más antigua de ruedas de radios proviene de Qinghai en forma de dos cubos de rueda de un sitio que data de entre 2000 y 1500 a. C.
Marco Vitruvio, un ingeniero militar romano que escribió alrededor del 28 a. C., definió esta máquina como "un montaje de madera, especialmente eficaz para levantar pesos grandes". Cerca de un siglo más tarde, en el Egipto romano, Herón de Alejandría recopiló el conocimiento de su época ideando la relación de las cinco "máquinas simples" capaces de "mover un peso dado mediante el empleo de una fuerza dada": la palanca, el torno, el tornillo, la cuña, y la polea. Se cree que tenía la forma de un molinete, que consiste en una manivela o polea conectada a un cilindro cilíndrico que proporciona una ventaja mecánica para enrollar una cuerda y levantar una carga, como un cucharón, desde el pozo. Hasta casi el final del siglo XIX estas "cinco máquinas" fueron los cinco elementos básicos con los que se construyeron las más complejas edificaciones.
También han sido tradicionalmente muy utilizados para sacar agua de los pozos. La descripción más antigua de un pozo con torno, un cilindro de madera instalado a través del brocal del pozo, se debe a Isidoro de Sevilla (hacia 560–636) Orígenes (XX, 15, 1-3).
La representación más antigua de un torno para izar agua se puede encontrar en el Libro de la Agricultura publicado en 1313 por el funcionario chino de la Dinastía Yuan llamado Wang Zhen (hacia 1290–1333).
Durante la Edad Media el torno se utilizó profusamente para izar materiales en la construcción de edificios, como por ejemplo en la curiosa aguja en espiral de la iglesia de Chesterfield.
Al final de la Baja Edad Media, las ballestas más pesadas montaban tornos para tensarse en toda Europa, procedimiento utilizado en Inglaterra ya desde 1215.
Los tornos fueron identificados como una de las seis máquinas simples por los científicos del Renacimiento, basándose en textos griegos sobre tecnología.
Los tornos son a veces utilizados en los barcos para izar el ancla como alternativa al cabrestante (véase ancla).
En la minería del oro también se utilizó el torno para extraer el mineral aurífero desde los pozos hasta la superficie, alcanzándose con este sistema hasta unos 40 metros en el subsuelo, usándose otros procedimientos de izado más potentes para mayores profundidades.

## Principio de funcionamiento

Esquema simple de un torno

La máquina simple consta de una rueda y un eje, y se refiere al conjunto formado por dos discos, o cilindros, de diferentes diámetros montados de manera que giren juntos alrededor de un mismo eje. La varilla delgada que hay que girar se llama eje y el objeto más ancho fijado al eje, sobre el que aplicamos fuerza, se llama rueda. Una fuerza tangencial aplicada a la periferia del disco grande puede ejercer una fuerza mayor sobre una carga unida al eje, logrando ventaja mecánica. Cuando se usa como rueda de un vehículo con ruedas, el cilindro más pequeño es el eje de la rueda, pero cuando se usa en un molinete, cabrestante y otras aplicaciones similares (ver ascensor minero medieval a la derecha) el cilindro más pequeño puede estar separado del eje montado en los cojinetes. No se puede utilizar por separado.
Suponiendo que la rueda y el eje no disipan ni almacenen energía, es decir, no tienen fricción o elasticidad, la potencia aportada por la fuerza aplicada a la rueda debe ser igual a la potencia de salida en el eje. A medida que el sistema de rueda y eje gira alrededor de sus cojinetes, los puntos de la circunferencia o borde de la rueda se mueven más rápido que los puntos de la circunferencia o borde del eje. Por lo tanto, una fuerza aplicada al borde de la rueda debe ser menor que la fuerza aplicada al borde del eje, porque la potencia es el producto de la fuerza y la velocidad.
El torno se basa en el mismo principio que la palanca, transformando el balance de dos fuerzas en el balance de sus correspondientes momentos de giro. Para ello se vale de que el radio de giro {\displaystyle R} de la manivela (al que se aplica la fuerza de trabajo {\displaystyle P}), es mucho mayor que el radio de giro {\displaystyle r}, coincidente con el radio del cilindro del torno (al que se aplica mediante la cuerda la fuerza del peso {\displaystyle Q} que se desea izar). En consecuencia, para izar el peso, basta con aplicar una fuerza tal que:
{\displaystyle P\cdot 2\pi R=Q\cdot 2\pi r\quad \longrightarrow \quad P\cdot R=Q\cdot r}
y por lo tanto
{\displaystyle P=Q\cdot {\cfrac {r}{R}}}
de lo que se deduce que cuanto mayor sea el radio de la manivela {\displaystyle R} y menor el del cilindro del torno {\displaystyle r}, menor será la fuerza {\displaystyle P} necesaria para izar el peso {\displaystyle Q}.
El uso de esta máquina simple permite una ventaja mecánica (VM). Por ejemplo, sean a y b las distancias desde el centro del rodamiento hasta los bordes de la rueda A y el eje B. Si la fuerza de entrada FA se aplica al borde de la rueda A y la fuerza FB en el borde del eje B está la salida, entonces la relación de las velocidades de los puntos A y B está dada por a/b, por lo que la relación de la fuerza de salida a la fuerza de entrada, o ventaja mecánica, está dada por
{\displaystyle VM={\frac {F_{B}}{F_{A}}}={\frac {a}{b}}.}
La ventaja mecánica de una máquina simple como la rueda y el eje, es decir, el torno, se calcula como la relación entre la resistencia y el esfuerzo. Cuanto mayor sea la relación, mayor será la multiplicación de la fuerza (par) creada o la distancia alcanzada. Variando los radios del eje y/o de la rueda, se puede obtener cualquier ventaja mecánica. De esta manera, el tamaño de la rueda puede aumentarse de forma inconveniente. En este caso se utiliza un sistema o combinación de ruedas (a menudo dentadas, es decir, dentadas). Así como una rueda y un eje son un tipo de palanca, un sistema de ruedas y ejes es como una palanca compuesta.
En un vehículo de ruedas motorizado, la transmisión ejerce una fuerza sobre el eje que tiene un radio menor que el de la rueda. La ventaja mecánica es, por tanto, muy inferior a 1. Por tanto, el torno de un coche no son representativos de una máquina simple (cuya finalidad es aumentar la fuerza). La fricción entre la rueda y la carretera es bastante baja, por lo que incluso una pequeña fuerza ejercida sobre el eje es suficiente. La verdadera ventaja reside en la gran velocidad de rotación a la que gira el eje gracias a la transmisión.

### Ventaja mecánica ideal
La ventaja mecánica de una rueda y un eje sin fricción se llama ventaja mecánica ideal (VMI). Se calcula con la siguiente fórmula:
{\displaystyle \mathrm {VMI} ={F_{\text{out}} \over F_{\text{in}}}={\mathrm {Radio} _{\text{rueda}} \over \mathrm {Radio} _{\text{eje}}}}

### Ventaja mecánica real
Todas las ruedas reales tienen fricción, lo que disipa parte de la potencia en forma de calor. La ventaja mecánica real (VMR) de una rueda y un eje se calcula con la siguiente fórmula:
{\displaystyle \mathrm {VMR} ={F_{\text{out}} \over F_{\text{in}}}=\eta \cdot {\mathrm {Radio} _{\text{rueda}} \over \mathrm {Radio} _{\text{eje}}}}
dónde 
{\displaystyle \eta ={P_{\text{salida}} \over P_{\text{entrada}}}} es la eficiencia de la rueda, la relación entre la potencia de salida y la potencia de entrada

### Torno diferencial

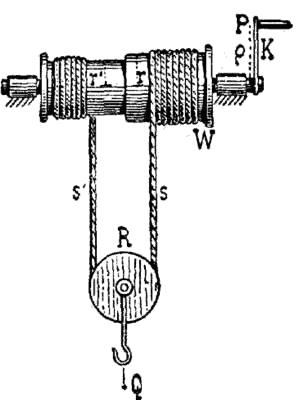
Torno diferencial

En un torno diferencial hay un torno: W, hay dos tambores coaxiales de radios diferentes: {\displaystyle r} y {\displaystyle r'}.  La cuerda se enrolla en un tambor mientras que se desenrolla del otro, con una polea móvil: R, colgada del tramo de cuerda combado que pende entre los dos tambores. Por cada vuelta completa de la manivela: K de radio: {\displaystyle \rho }, el peso: Q, únicamente se eleva:
{\displaystyle {\cfrac {2\pi r-2\pi r'}{2}}={\cfrac {2\pi (r-r')}{2}}=\pi (r-r')}
(dado que la variación de la longitud del tramo de cable en suspensión -proporcional a la diferencia del perímetro entre los dos tambores- tiene un tramo ascendente y otro descendente, la elevación resultante es precisamente esta diferencia dividida por dos)
Utilizando la terminología del apartado anterior, se tiene que por cada vuelta completa de la manivela, para que se equilibre el trabajo producido por la fuerza aplicada {\displaystyle P} y por el peso {\displaystyle Q}, tienen que cumplir que
{\displaystyle P\cdot 2\pi \rho =Q\cdot \pi (r-r')}
y por lo tanto
{\displaystyle P=Q\cdot {\cfrac {r-r'}{2\rho }}}
pudiéndose obtener una desmultiplicación todavía más alta que en el caso anterior del torno simple.

#### Otro ejemplo

Comparación de un polipasto (izquierda) con un torno diferencial (derecha). Para una mayor claridad, la cuerda del torno se representa como una espiral arrollada, aunque en realidad es una hélice con su eje perpendicular a la imagen.

En la figura de la derecha se representa otra variante de torno diferencial.

## El torno en la heráldica
El elemento del torno aparece como símbolo en la heráldica:

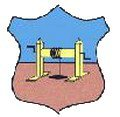
Escudo de armas de Nakło Śląskie, Polonia
Escudo de armas de Ekaterimburgo, Rusia
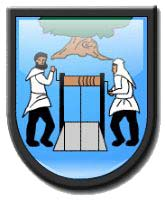
Escudo de armas de Murcek, Polonia
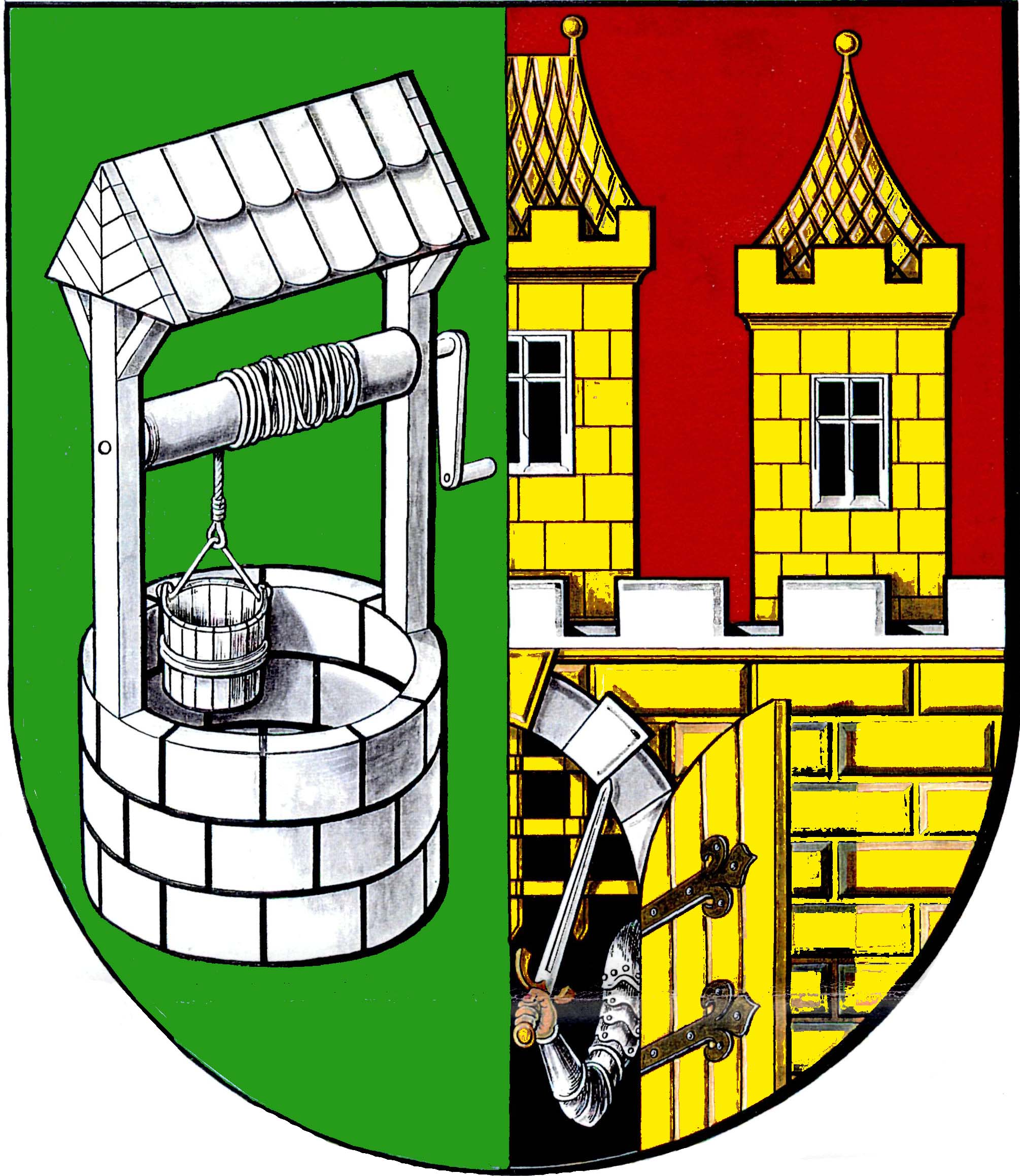
Escudo de armas de Zličín, República Checa

## Ejemplos
|  |  |  |
|  |  |  |